# Politique au Cameroun
 (mars 2015).
Si vous disposez d'ouvrages ou d'articles de référence ou si vous connaissez des sites web de qualité traitant du thème abordé ici, merci de compléter l'article en donnant les références utiles à sa vérifiabilité et en les liant à la section « Notes et références ».
La politique au Cameroun se déroule dans le cadre d'une république unitaire décentralisée, où le président du Cameroun est chef de l'État dans un système multipartite. Le pouvoir exécutif est exercé par le président de la République et le gouvernement. Le pouvoir législatif appartient au Senat et à l'Assemblée nationale du Cameroun, la chambre basse du Parlement et au Sénat la chambre haute.

## Forme de l'État
Le Cameroun est un État unitaire décentralisé comme indiqué dans la Loi N°96/06 du 18 janvier 1996 portant révision de la Constitution du 2 juin 1972. Ce texte fondamental affirme que le Cameroun n'est plus un Etat fédéral et pose les bases constitutionnelles de la décentralisation.

### Type de régime
Le Cameroun est une république de type parlementaire dualiste et rationalisé.
La constitution de la république démocratique du Cameroun date du 18 janvier 1996. Le gouvernement du Cameroun est responsable devant l'Assemblée Nationale (Article 11 de la Constitution Camerounaise).
Le pouvoir exécutif du Cameroun comporte le président et un premier ministre nommé par le président.

### Langues officielles
La république du Cameroun a adopté l'anglais et le français comme langues officielles à égales valeurs. En outre, elle garantit la « promotion du bilinguisme sur toute l'étendue du territoire [et] œuvre pour la protection et la promotion des langues nationales » (article premier paragraphe 3 de la Constitution).

### État et religion
Le préambule de la Constitution affirme la laïcité de l'État camerounais: « L'État est laïc. La neutralité et l'indépendance de l'État vis-à-vis de toutes les religions sont garanties ».

## Pouvoir exécutif
| Fonction                   | Nom               | Parti | Depuis                                       |
| -------------------------- | ----------------- | ----- | -------------------------------------------- |
| Président de la République | Paul Biya         | RDPC  | 6 novembre 1982 (42 ans, 7 mois et 18 jours) |
| Premier ministre           | Joseph Dion Ngute | RDPC  | 4 janvier 2019 (6 ans, 5 mois et 20 jours)   |

### Liste des présidents de la république
| Identité                     | Période         | Période         | Durée                      |
| Identité                     | Début           | Fin             | Durée                      |
| ---------------------------- | --------------- | --------------- | -------------------------- |
| Ahmadou Ahidjo (1924 - 1989) | 5 mai 1960      | 6 novembre 1982 | 22 ans, 6 mois et 1 jour   |
| Paul Biya (né en 1933)       | 6 novembre 1982 | En cours        | 42 ans, 7 mois et 18 jours |

Le pouvoir exécutif est exercé par le président de la République et le Gouvernement.
Chef d'État : le président actuel est Paul Biya, sous mandat depuis le 6 novembre 1982. Le président de la République est élu au suffrage universel direct, égal et secret, à la majorité des suffrages exprimés.
Il est élu pour un mandat de sept ans renouvelables (article 6 alinéa 2 de la nouvelle constitution 14 avril).
Chef du Gouvernement : le Premier ministre actuel est Joseph Dion Ngute. C'est le président de la République qui nomme le Premier ministre et, sur proposition de celui-ci, les autres membres du Gouvernement (article 10).
Le Gouvernement met en œuvre la politique de la Nation telle que définie par le président de la République.

## Pouvoir législatif
Le pouvoir législatif est exercé par le Parlement. C'est un organe bicaméral composé de l'Assemblée nationale et du Sénat.
L'Assemblée nationale est composée de 180 députés élus au suffrage universel direct et secret pour un mandat de cinq ans (article 15). Le président de l'Assemblée nationale est M. Cavayé Yeguié Djibril depuis mars 1992.
La constitution prévoit un Sénat représentant les collectivités territoriales décentralisées avec chaque région représentée par dix sénateurs dont sept sont élus au suffrage universel indirect sur la base régionale et trois nommés par le président de la République (article 20). Ce Sénat a été créé en avril 2013. Le président du Senat est M. Marcel Niat Njifenji depuis 2013.

### Partis politiques
À la fin des années 1960, les partis politiques sont unifiés au sein de l'Union nationale camerounaise (UNC). En 1985, ce parti unique devient le Rassemblement démocratique du peuple camerounais (RDPC) qui compte 153 députés en 2007. En 1991, le multipartisme est instauré.
Officiellement, à la date de décembre 2023, 369 partis politiques ont été légalisés au Cameroun.
Actuellement, à la faveur des élections législatives du 9 février 2020, le système politique camerounais est dominé par le parti au pouvoir, le RDPC qui compte 152 députés. Le SDF (Social Democratic Front) dirigé par Joshua Osih compte 13 députés en 2022, l'UDC (Union démocratique du Cameroun) de Patricia Tomaïno Ndam Njoya compte 4 députés, l'UNDP (Union nationale pour la démocratie et le progrès) de Bello Bouba Maïgari compte 7 députés, le PCRN (Parti camerounais pour la réconciliation nationale) de Cabral Libii compte 5 députés, le FSNC (Front pour le salut national du Cameroun) de Issa Tchiroma Bakary compte 3 députés, le MDR (Mouvement pour la défense de la république) de Paulin Djorwé compte 2 députés, l'UMS (Union des mouvements socialistes) de Pierre Kwemo compte 2 députés. Ce sont les partis d'opposition représentés à l'Assemblée nationale,.

## Pouvoir judiciaire
Il existe des juridictions judiciaires et administratives distinctes (articles 39 et 40). La règle du double degré de juridiction est prévue dans la Constitution et assurée par des Tribunaux de première, et de grande instance et des Cours d'appel. Les recours en cassation sont examinés par la Cour suprême, tant en matière civile qu'en matière administrative (article 38).
Depuis un décret présidentiel d'avril 1997, les infractions commises dans un établissement militaire et celles commises à l'aide d'armes à feu ou de guerre, en particulier les cas de grand banditisme et de crime organisé, relèvent des juridictions militaires. Ces jugements peuvent faire l'objet d'appels devant les juridictions civiles.

### Juridictions d'exception
La Haute Cour de justice juge le président de la République en cas de haute trahison et les membres du Gouvernement en cas de complot contre la sûreté de l'État, le Tribunal Militaire qui statue en matière d'infractions militaires et la Cour de Sureté de l'État. Hormis le Tribunal Militaire, les autres types de juridiction n'ont jusqu'à présent jamais statué.

### Nomination des juges
Les juges sont nommés par le président de la République sur avis du Conseil de la magistrature (article 37 § 3).

### Indépendance des magistrats
En vertu de l'article 37 § 2, le pouvoir judiciaire est indépendant du pouvoir exécutif et du pouvoir législatif.
Le président de la République est garant de l'indépendance du pouvoir judiciaire (article 37 § 3).

### Peine de mort
La peine de mort n'a pas encore été officiellement abolie au Cameroun. Mais les condamnations à mort sont de plus en plus rares[C'est-à-dire ?] dans ce pays.

## Contrôle de la constitutionnalité

### Nom et composition de la Cour
Prévu par la révision constitutionnelle du 18 janvier 1996, le Conseil constitutionnel est composé de 11 membres nommés pour un mandat  de six ans renouvelable. Le président du Conseil constitutionnel est M. Clément Atangana depuis le 7 février 2018.
Le Conseil constitutionnel camerounais est membre de l'Association des Cours constitutionnelles ayant en partage l'usage du français (ACCPUF).

### Nature du contrôle
Le Conseil constitutionnel contrôle la constitutionnalité des lois, des traités et accords internationaux, ainsi que les règlements intérieurs de l'Assemblée nationale et du Sénat, avant leur mise en application.
Le Conseil est également compétent pour statuer sur les conflits d'attribution entre les institutions de l'État, entre l'État et les régions et entre les régions.

### Modalités d'exercice
Le Conseil constitutionnel peut être saisi par le président de la République, le président de l'Assemblée nationale, le président du Sénat, un tiers des députés ou un tiers des sénateurs. Les présidents des exécutifs régionaux peuvent également saisir le Conseil constitutionnel lorsque les intérêts de leur région sont en cause (article 47).
Il s'agit d'un contrôle a priori, c'est-à-dire avant l'entrée en vigueur de la norme contestée.

### Avertissement
À l'heure actuelle, la Cour suprême exerce les fonctions du Conseil constitutionnel.

## Pratique du pouvoir

### Absence d'alternance politique
Depuis la mise en œuvre de la nouvelle constitution, comme depuis l'indépendance d'ailleurs, il n'y a jamais eu d'alternance politique. Le parti présidentiel est majoritaire à l'assemblée. Le président actuel du Cameroun, Paul Biya, est à la tête de l'état depuis 1982 et a été réélu le 3 novembre 2011 au terme de l'élection du 9 octobre.

### Des élections sujettes à caution
Pour de nombreux observateurs, les élections camerounaises sont souvent sujettes à caution. Ainsi, les membres d’ELECAM, l'organisme public chargé de surveiller les élections sont nommés par la présidence.
Ainsi, en 2004, dans leur communiqué de presse, les observateurs du Commonwealth notaient : « Sur la base de nos observations fondées sur des régions différentes, il y a lieu de constater que le processus électoral a manqué d’une nécessaire crédibilité ».
Selon de nombreux observateurs, dont la fondation Carter, l'opposant John Fru Ndi aurait remporté l'élection présidentielle de 1992. Néanmoins, Paul Biya est déclaré vainqueur par la cour suprême. Le département d’État américain qualifie le scrutin de « hautement défaillant » et « entaché de sérieuses irrégularités ».